# Nikica Cukrov
Nikica Cukrov (Šibenik, 1954. március 6. –) jugoszláv válogatott horvát labdarúgó, középpályás, olimpikon, edző.

## Pályafutása

### Klubcsapatban
1971 és 1975 között a Šibenik, 1975 és 1979 között a  Rijeka, 1980 és 1985 között a Hajduk Split labdarúgója volt. A Rijekával kettő (1978, 1979), a Hajdukkal egy (1984) jugoszlávkupa-győzelmet ért el. A Hajduk csapatában összesen 169 mérkőzésen szerepelt és 21 gólt szerzett, ebből 91 volt bajnoki mérkőzés, amelyen három gólt ért el. 1985–86-ban a francia Toulon csapatában szerepelt. 1986 és 1990 között a Šibenik együttesében fejezte be az aktív labdarúgást.

### A válogatottban
1977 és 1983 között 14 alkalommal szerepelt a jugoszláv válogatottban, 1979–80-ban pedig nyolc alkalommal az olimpiai csapatban. 1977. november 16-án Szalonikiben mutatkozott be a jugoszláv A-válogatottban egy Görögország elleni Balkán-kupamérkőzésen, ahol 0–0-s döntetlen született. 1979-ben aranyérmet szerzett a Mediterrán játékokon, majd az 1980-as moszkvai olimpián negyedik lett az olimpiai válogatott csapattal. Utoljára 1983. október 26-án Bázelben játszott a válogatottban Svájc ellen. A barátságon mérkőzésen 2–0-s svájci győzelem született.

### Edzőként
1992-ben a Šibenik, 1999–00-ben a Zadar, majd a Pazinka és a Samobor vezetőedzője volt. Ivica Grnja mellett a horvát U19-es válogatott segédedzőként dolgozott. 2013–14-ben ismét a Šibenik szakmai munkáját irányította.

## Magánélete
2014-ben rákot diagnosztizáltak nála és emiatt abba kellett hagyni az edzői munkáját. A kezelése sikeres volt és mint játékosmegfigyelő folytatta tovább a munkáját a labdarúgásban.

## Sikerei, díjai

### Játékosként
Jugoszlávia
- Mediterrán játékok
  - győztes: 1979, Split
- Olimpiai játékok
  - 4.: 1980, Moszkva

 Rijeka
- Jugoszláv kupa (Kup Maršala Tita)
  - győztes (2): 1978, 1979
- Balkán-kupa
  - győztes: 1977–78

 Hajduk Split
- Jugoszláv kupa (Kup Maršala Tita)
  - győztes: 1984

## Statisztika

### Mérkőzései a jugoszláv válogatottban
| Jugoszlávia | Jugoszlávia          | Jugoszlávia                              | Jugoszlávia | Jugoszlávia | Jugoszlávia   | Jugoszlávia  | Jugoszlávia | Jugoszlávia |
| #           | Dátum                | Helyszín                                 | Hazai       | Eredmény    | Vendég        | Kiírás       | Gólok       | Esemény     |
| ----------- | -------------------- | ---------------------------------------- | ----------- | ----------- | ------------- | ------------ | ----------- | ----------- |
| 1.          | 1977. november 16.   | Szaloniki, Kleánthisz Vikelídisz stadion | Görögország | 0 – 0       | Jugoszlávia   | Balkán-kupa  | -           | 69'         |
| 2.          | 1978. április 5.     | Teherán, Arjamehr Stadion                | Irán        | 0 – 0       | Jugoszlávia   | barátságos   | -           | 46'         |
| 3.          | 1978. május 18.      | Róma, Olimpiai Stadion                   | Olaszország | 0 – 0       | Jugoszlávia   | barátságos   | -           |             |
| 4.          | 1978. október 4.     | Zágráb, Maksimir Stadion                 | Jugoszlávia | 1 – 2       | Spanyolország | Eb-selejtező | -           | 69'         |
| 5.          | 1978. október 25.    | Bukarest, Steaua Stadion                 | Románia     | 3 – 2       | Jugoszlávia   | Eb-selejtező | -           |             |
| 6.          | 1978. november 15.   | Szkopje, Stadion Gradski Park            | Jugoszlávia | 4 – 1       | Görögország   | Balkán-kupa  | -           |             |
| 7.          | 1979. április 1.     | Nicosia, Makário Stadion                 | Ciprus      | 0 – 3       | Jugoszlávia   | Eb-selejtező | -           |             |
| 8.          | 1979. június 13.     | Zágráb, Maksimir Stadion                 | Jugoszlávia | 4 – 1       | Olaszország   | barátságos   | -           | 78'         |
| 9.          | 1979. szeptember 16. | Belgrád, Crvena zvezda Stadion           | Jugoszlávia | 4 – 2       | Argentína     | barátságos   | -           | 46'         |
| 10.         | 1979. október 31.    | Kosovska Mitrovica, Stadion Trepče       | Jugoszlávia | 2 – 1       | Románia       | Eb-selejtező | -           | 84'         |
| 11.         | 1979. november 14.   | Újvidék, Vojvodina Stadion               | Jugoszlávia | 5 – 0       | Ciprus        | Eb-selejtező | -           |             |
| 12.         | 1980. március 22.    | Szarajevó, Stadion Koševo                | Jugoszlávia | 2 – 1       | Uruguay       | barátságos   | -           | 80'         |
| 13.         | 1980. március 30.    | Belgrád, Omladinski Stadion              | Jugoszlávia | 2 – 0       | Románia       | Balkán-kupa  | -           | 86'         |
| 14.         | 1983. október 26.    | Bázel, St. Jakob stadion                 | Svájc       | 2 – 0       | Jugoszlávia   | barátságos   | -           |             |
|             | Összesen             |                                          |             | 14          | mérkőzés      |              | 0           | gól         |